# Feria Internacional del Libro del Palacio de Minería
La Feria Internacional del Libro del Palacio de Minería, tiene sus antecedentes en La Feria del Libro y de las Artes Gráficas de 1924, impulsada por José Vasconcelos Calderón, con objeto de:

fomentar la lectura y el interés de los editores extranjeros, además de alentar el arte de la imprenta

El lugar elegido para su emplazamiento fue el Palacio de Minería. Tras la última restauración de este edificio, realizada por la Sociedad de Exalumnos de la Facultad de Ingeniería (SEFI) en 1979, se decidió que este fuera la sede permanente de una Feria internacional del Libro.
El número anual de visitantes se ha estimado en unos 100 000.

## Ubicación
El Palacio de Minería se encuentra ubicado en la Calle de Tacuba #5 Centro Histórico, México DF delegación Cuauhtémoc.

## Ediciones
| Edición | Año  | Estado Invitado  |
| ------- | ---- | ---------------- |
| XXI     | 2000 | Coahuila         |
| XXII    | 2001 | Hidalgo          |
| XXIII   | 2002 | Chihuahua        |
| XXIV    | 2003 | Baja California  |
| XXV     | 2004 | Puebla           |
| XXVI    | 2005 | Querétaro        |
| XXVII   | 2006 | Chiapas          |
| XXVIII  | 2007 | Veracruz         |
| XXIX    | 2008 | San Luis Potosí  |
| XXX     | 2009 | Morelos          |
| XXXI    | 2010 | Michoacán        |
| XXXII   | 2011 | Estado de México |
| XXXIII  | 2012 | Guanajuato       |
| XXXIV   | 2013 | Quintana Roo     |
| XXXV    | 2014 | Morelos          |
| XXXVI   | 2015 | Hidalgo          |
| XXXVII  | 2016 | Chihuahua        |
| XXXVIII | 2017 | Querétaro        |
| XXXIX   | 2018 | Campeche         |
| XL      | 2019 | Nuevo León       |
| XLI     | 2020 | Colima           |
| XLII    | 2021 |                  |

## Programa de Radio
A partir del 13 de marzo del 2000 inició la transmisión de La Feria de los Libros, programa radiofónico de la Universidad Nacional Autónoma de México que realizan en forma conjunta Radio UNAM y la Facultad de Ingeniería mediante la Feria Internacional del Libro del Palacio de Minería.
Esta emisión se ocupa de todo lo relacionado con el libro: eventos editoriales, novedades, talleres, cursos y entrevistas con personajes relacionados con el ámbito editorial, literario, técnico y científico.  
Como conductores: Esmeralda Murillo y Arfaxad Ortiz.
La Feria de los Libros Radio UNAM, 860 AM
Horario: Lunes, 14:00 a 14:30 horas

RADIO UNAM

## Edición virtual
La edición XLII en 2021 será en forma virtual del 18 de febrero al 1 de marzo por la primera vez debido a la pandemia de COVID-19 en México.